# 康阿斯涅米

康阿斯涅米地理位置

康阿斯涅米（芬蘭語：Kangasniemi）是芬蘭南萨沃区的市鎮，位於該國南部，距離首都赫爾辛基約250公里，始建於1867年，面積1,327平方公里，2013年人口5,827，人口密度為每平方公里5.45人。

康阿斯涅市镇徽章
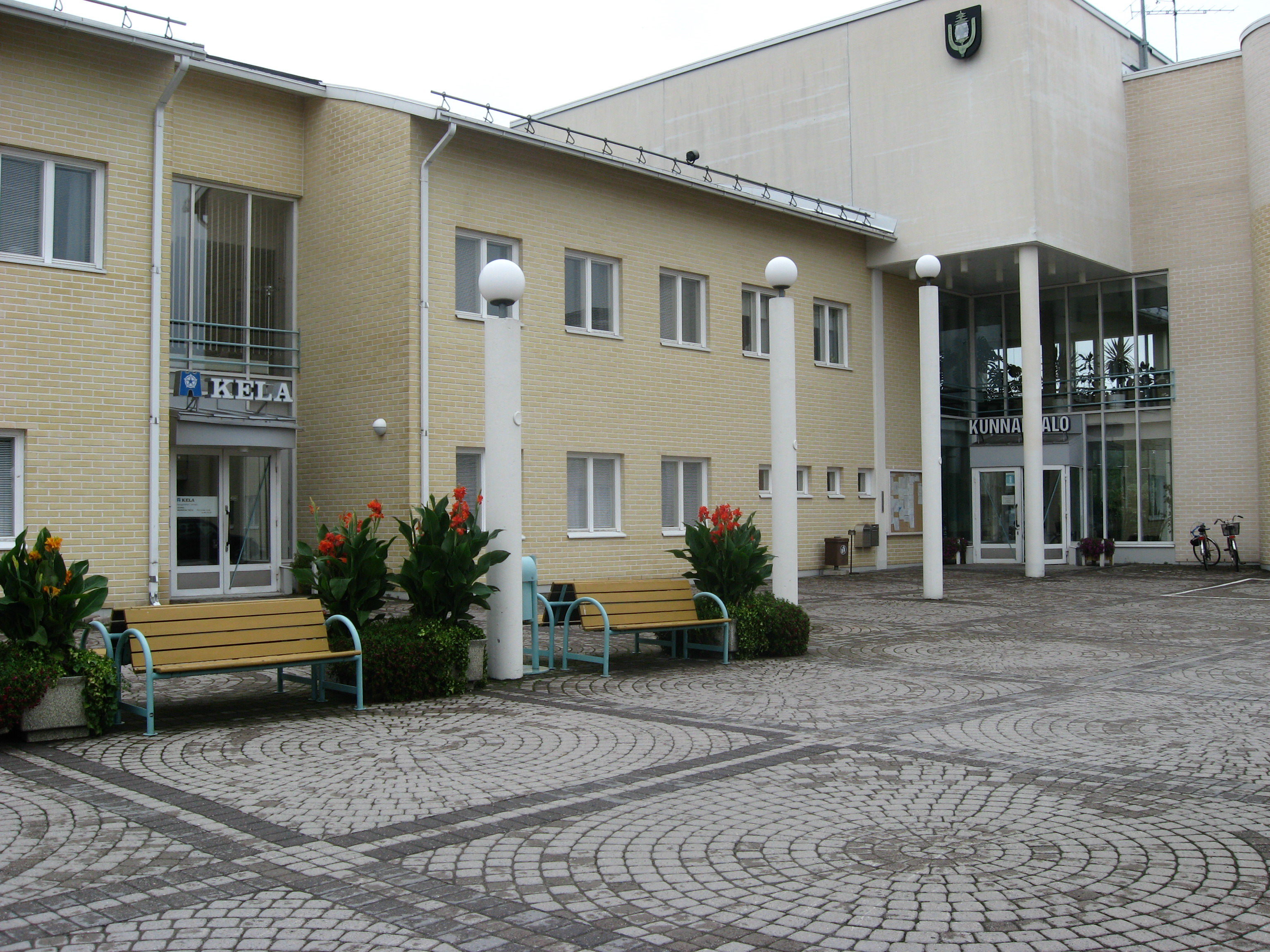
康阿斯涅米市政厅
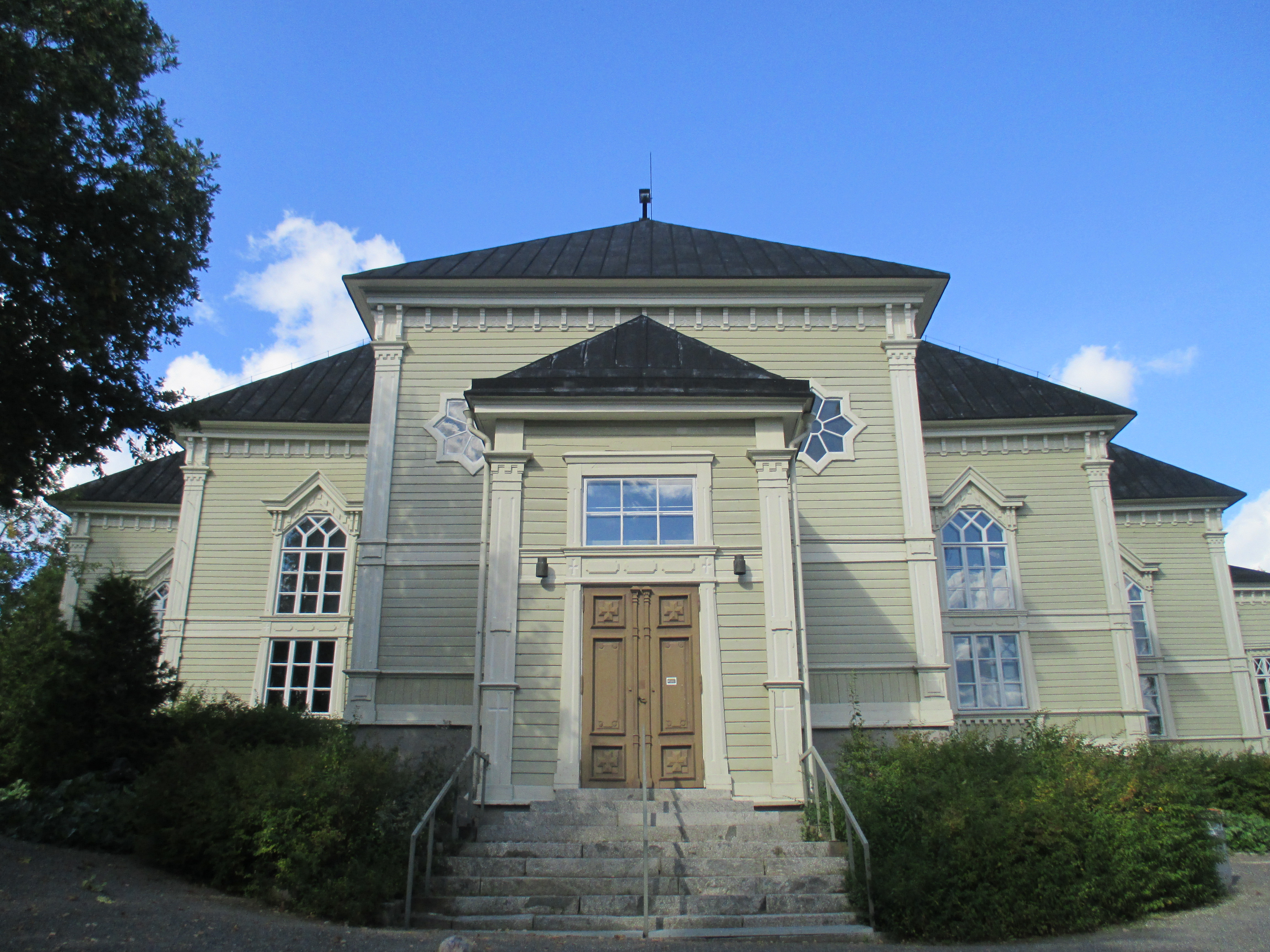
康阿斯涅米教堂

## 外部連結
- 官方网站  （文）